# 김근래
김근래(金根來, 1967년 2월 15일 ~ )는 대한민국의 정치인이다.

## 생애
한국외국어대학교 무역학과를 졸업하고 피오피기획 대표이사를 역임했다. 경기도 하남시에서 하남희망연대 집행위원장, 광역화장장유치반대범시민대책위원회 공동대표를 역임했을 정도로 시민사회운동을 전개했다. 그 뒤 민주노동당에서 경기도 부위원장과 하남지역위원장을 맡았다.
2010년 6월 2일에 실시된 제5회 전국동시지방선거에서는 민주노동당 하남시장 후보로 출마했으나 윤완채 한나라당 후보의 당선을 저지하고 이교범 민주당 후보와의 단일화를 위한 차원에서 사퇴했다. 통합진보당 당원으로 활동하던 도중에 이석기 내란 선동 사건에 연루되어 재판에 회부되었다. 1심에서는 이석기·김홍열과 함께 내란음모죄로 유죄를 선고받았으나 이 둘과 달리 항소심과 상고심에서는 내란음모나 선동죄가 적용되지 않아 《국가보안법》 위반 혐의에 대해서만 실형을 선고받았다. 출소한 이후에 2020년에 진보당의 일반공동대표가 되었고, 진보당의 사무총장이다.

## 역대 선거 결과
| 실시년도 | 선거      | 대수 | 직책 | 선거구      | 정당       | 득표수 | 득표율      | 순위 | 당락 | 비고     |
| -------- | --------- | ---- | ---- | ----------- | ---------- | ------ | ----------- | ---- | ---- | -------- |
| 2010년   | 지방 선거 | 15대 | 시장 | 경기 하남시 | 민주노동당 | -      | \| \| 0% \| | -    | 사퇴 | 민선 5기 |
|          | 0%        |      |      |             |            |        |             |      |      |          |